# NGC 123
NGC 123 je zvijezda u zviježđu Kitu.

## Vanjske poveznice
- SEDS: NGC 0123